# Che Guevara
Ernesto Guevara (n. 14 iunie 1928, Rosario, Provincia Santa Fe, Argentina – d. 9 octombrie 1967, La Higuera, Santa Cruz, Bolivia), mai cunoscut sub porecla sa de Che Guevara sau el Che sau simplu Che, a fost un revoluționar argentinian de stânga, medic, autor, diplomat, teoretician militar, lider al regimului comunist cubanez și insurgent sud-american.

## Tinerețea
S-a născut în Argentina, la 14 iunie 1928, în orașul Rosario, provincia Santa Fe, ca cel mai mare dintre cei cinci copii ai unei familii prospere, tatăl fiind Ernesto Guevara Lynch, iar mama Celia, având strămoși basci, irlandezi și spanioli. La vârsta de doi ani se îmbolnăvește de astm bronșic, iar de la vârsta de 3 ani a învățat șah de la tatăl său și a participat chiar la concursuri începând de la vârsta de 12 ani. Mama sa l-a învățat franceza, pe care o va vorbi în mod curent, fiindu-i utilă mai ales în experiența africană de mai târziu. Mătușa sa, de care era foarte apropiat și care a crescut-o pe mama sa de la moartea prematură a părinților acesteia, era comunistă. În timpul adolescenței, profitând și de perioadele de repaus provocate de crizele de astm, citește din Pablo Neruda, Jack London, Emilio Salgari, Jules Verne, Sigmund Freud și Bertrand Russell. Arată, de asemenea un mare interes și pentru fotografie. Cu toate acestea, în 1942, la liceu, joacă rugby în echipa școlii. Reformat din cauza bolii, se ambiționează să ajungă doctor.
În anul 1948 se înscrie la facultatea de medicină din Buenos Aires. În decembrie 1951 începe o călătorie prin America Latină. În ianuarie 1952 ajunge în Chile, unde descoperă mizeria în care trăiau minerii din nordul țării. Ajunge în Peru, în Amazonia, în Columbia și Venezuela. Revine acasă complet schimbat. Descoperise marile inegalități din America Latină, tragica viață a indienilor, aroganța militarilor.
După ce își ia diploma în medicină (12 iunie 1953) pleacă din nou: Bolivia, Peru, Ecuador, Guatemala. La 27 iunie 1954, președintele cade victimă unui puci militar. Rămâne în Guatemala până în septembrie 1954, apoi pleacă în Mexic, unde la 26 iunie 1955, îl întâlnește pe Fidel Castro. În această perioadă e supranumit Che.

## Guatemala
Devine membru al administrației de stânga a președintelui Jacobo Arbenz. La 27 iunie 1954, președintele cade victimă unui puci militar.
Rămâne în Guatemala până în septembrie 1954, apoi pleacă în Mexic, unde la 26 iunie 1955, îl întâlnește pe Fidel Castro. În această perioadă e supranumit Che.
În cadrul antrenamentelor care au precedat debarcarea în Cuba, Che a practicat karate și alpinism, escaladând vârful Iztaccihuatl, care măsura peste 5.000 de metri.

## Cuba
Pentru meritele sale, Castro îi dă lui Guevara gradul de el Comandante, cel mai înalt din cadrul gherilei, și îi conferă, la 29 de ani, Steaua José Martí, pe care Guevara o va pune pe bereta sa neagră. Această imagine a revoluționarului cu beretă și stea va deveni celebră în lumea întreagă, datorită fotografului cubanez Alberto Korda, autorul acesteia.
După cucerirea puterii, la 9 ianuarie 1959, primește cetățenia cubaneză, printr-o lege specială.
Che Guevara devine în 1959 comandatul închisorii Cabana. Timp de șase luni, între 2 ianuarie și 12 iunie 1959, au fost executați acolo cel puțin 156 de prizonieri, în majoritate politici. Documentele vremii, inclusiv declarații confidențiale făcute de Guevara, sugerează chiar câteva mii de victime.
La 26 noiembrie 1959 e numit director al Băncii Centrale a Cubei, iar mai târziu devine ministrul industriilor. A fost activ în reorientarea economiei cubaneze pe modelul centralizat sovietic. Se împrietenește cu Jean-Paul Sartre și cu Simone de Beauvoir, participă în primăvara lui 1960 la un miting de protest împotriva aruncării în aer a unei nave franceze care transporta arme.

## Sovieticii

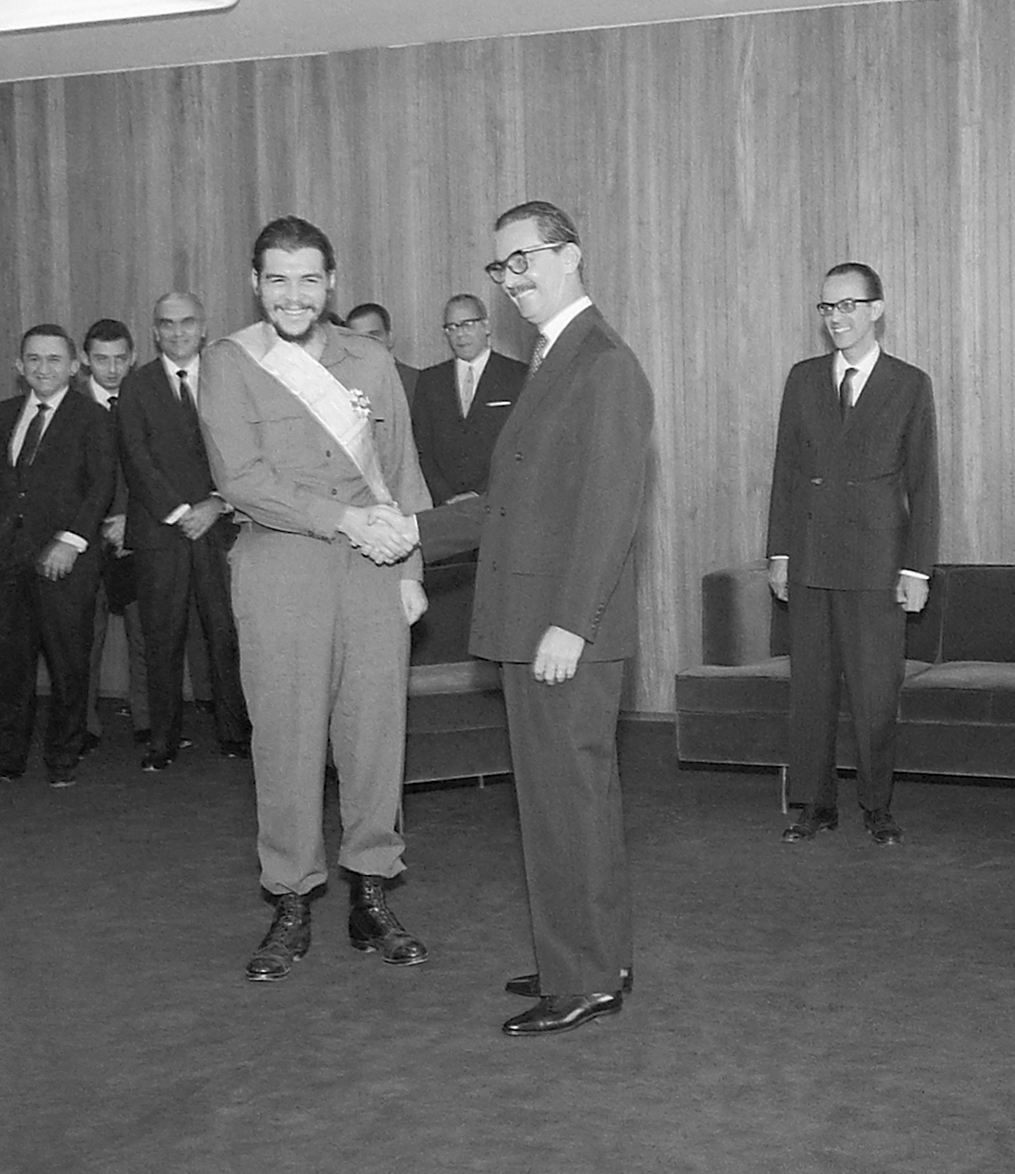
Președintele brazilian Jânio Quadros, într-o acțiune controversată, acordând lui Ernesto Guevara Ordinul Crucii de Sud, 1961. Arhiva Națională a Braziliei.

Trimis de Castro prin lume, Guevara pledează pentru radicalism total în lupta împotriva imperialismului american. Lansează faimosul îndemn antiamerican: „Să creăm noi Vietnamuri!”.
În 24 februarie 1965, la Alger, ține un discurs care va deranja enorm Moscova. Țările socialiste sunt atacate violent, pentru că sacrifică lumea a treia pe altarul intereselor lor egoiste. URSS-ul este ținta principală, iar Castro primește reproșuri de la Kremlin.
La întoarcerea în Cuba, după discuții între Castro și Guevara, Che nu mai apare în public. Pleacă în Africa, în Congo împotriva lui Mobutu.
Înainte de a pleca în Congo, îi lasă o scrisoare lui Castro, rugându-l să o dea publicității, după moartea sa. Fidel însă dă citire scrisorii la televiziunea cubaneză la 3 octombrie 1965, în timp ce îi stă alături, soția lui Che, Aleida March.
Aventura din Congo se sfârșește dezastruos. În decembrie 1965, părăsește Africa. Slăbit, cu crize de astm, bolnav de paludism și dizenterie, se întoarce în Cuba, de unde plănuiește o nouă aventură, de data aceasta în Bolivia.

## Bolivia

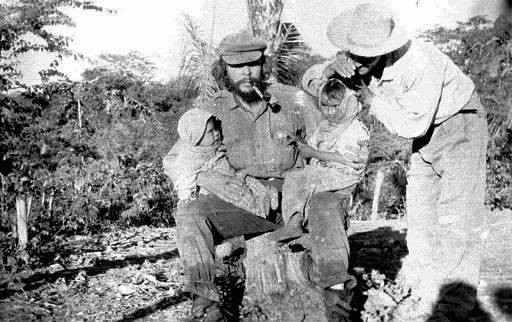
Che în Bolivia; una din ultimele fotografii înaintea capturării.

Aventura în Bolivia se anunța sinucigașă. Aici, armata era bine antrenată, iar Partidul Comunist Bolivian nu intenționa să-l ajute. În noiembrie 1966, Che ajunge în capitala boliviană, după ce a trecut prin Montevideo. Se îndreaptă spre regiunea forestieră Nancahuazu, pentru a forma o școală de gherilă. Lipsit de sprijinul localnicilor, înconjurat de niște novici, la 8 octombrie 1967, grupul lui Che este capturat. Che Guevara este executat o zi mai târziu, la 9 octombrie 1967.
În 1966, Bolivia era guvernată de o dictatură militară condusă de René Barrientos care îl răsturnase de la putere, printr-o lovitură de stat, pe președintele ales, Víctor Paz Estenssoro.
La cererea lui Fidel Castro, a fost cumpărat un teren într-o regiune montană izolată, Ñancahuazú, de către partidul comunist bolivian. Acest teren era situat într-o zonă geografică foarte îndepărtată de cerințele lui Che Guevara, acesta acceptând-l pentru a nu mai pierde timp. El ajunge aici la 7 noiembrie 1966 (după ce trecuse, deghizat, prin Praga, Moscova, Paris), dată la care începe și al său „Jurnal din Bolivia”.
Grupul său era constituit din 47 guerrilleros, majoritatea bolivieni, dar și 16 cubanezi aleși de Che, plus câțiva peruvieni și argentinieni. Își iau numele de ELN (Ejército de Liberación Nacional - Armata Națională de Eliberare), având și câteva grupuri de sprijin în mediul urban. Guevara credea că va găsi sprijin în rândurile țăranilor, ale minerilor, însă partidul comunist bolivian era, mai degrabă, îndreptat spre Moscova decât spre Havana. Pe lângă aceasta, inflexibilitatea lui Che, care refuză să lase conducerea gherilei comuniștilor locali, îl îndepărtează de la un acord cu Mario Monje (liderul Partidului Comunist Bolivian).
Agentul principal în La Paz, Haydee Tamara Bunke Bider, zisă Tania, era, probabil, membră a Securității est-germane, Stasi, și chiar agentă a KGB-ului; ea ar fi ajutat, intenționat sau nu, interesele sovietice, punând și autoritățile boliviene pe urmele lui Che.
La 9 martie 1967, câțiva militari în civil, aflați la pescuit, îi întâlnesc pe cei din grupul lui Guevara (întâlnire pașnică), însă la 11 martie 2 dezertori din E.L.N. sunt capturați, alarmând guvernul bolivian care cere ajutorul S.U.A. La indicațiile dezertorilor este descoperită tabăra de antrenament și ascunzătorile cu documente, alimente, fotografii ce servesc la identificarea lui Guevara de către C.I.A. Hotărăsc să abandoneze tabăra de antrenament pentru a scăpa de încercuirea armatei boliviene și se ia hotărârea de a coopta membri din grupul de sprijin urban: Tania, francezul Régis Debray și argentinianul Ciro Bustos.

Linia punctată reprezintă traseul grupului lui Che până la execuția sa, în prezent este circuit turistic

La 23 aprilie forțele lui Che Guevara ies victorioase din primele ciocniri cu armata boliviană, mai puțin experimentată în războiul montan. Grupul pierde, însă, contactul cu Havana, cele 2 transmițătoare pe care le aveau defectându-se (unii istorici vorbesc chiar de sabotaj), iar unica legătură cu exteriorul rămâne un simplu aparat radio. În ciuda naturii violente a conflictului Che acordă îngrijiri medicale soldaților bolivieni capturați și îi eliberează pe cei luați prizonieri.
Che își împarte oamenii în două grupuri, pe 17 aprilie, pentru a-i scoate din zona de conflict pe Régis Debray și Ciro Bustos care nu mai puteau suporta condițiile de viață din gherilă și care urmau să transmită mesaje în Cuba și comuniștilor argentinieni. Guevara îl numește la comanda celui de-al doilea grup pe Juan Vitalio Acuña Núñez («Vilo»). Cele două grupuri nu mai reușesc însă să se întâlnească după trei zile la punctul de întâlnire hotărât deoarece grupul lui Vilo a fost nevoit să-și schimbe traseul din cauza apropierii armatei boliviene. În absența unui punct de întâlnire alternativ și fără mijloace de comunicații, cele două grupuri nu se vor mai reîntâlni niciodată. Chiar în această perioadă Guevara scrie „Mesaj popoarelor lumii”, ce va fi citit la reuniunea tricontinentală (Asia, Africa, America Latină) din Cuba și care conține cele mai radicale afirmații ale sale: el propune un război mondial deschis contra S.U.A., în contradicție cu „coexistența pașnică” dorită de Uniunea Sovietică și partidele comuniste din America Latină. Che își începe documentul cu una din frazele sale cele mai celebre: 
„să creăm două, trei, nenumărate Vietnamuri, acesta este consemnul”.
E.L.N. primește o grea lovitură la 20 aprilie, când Régis Debray și Ciro Bustos sunt capturați. Ambii sunt torturați de armata guvernamentală și dau informații cheie care confirmă prezența lui Che în Bolivia. Unele probe indică un acord al lui Régis Debray cu C.I.A. (informații contra stopării torturii și promisiunii unei pedepse mai ușoare); alte probe se referă la Bustos (care era pictor) ca la cel care a făcut desene foarte exacte ale membrilor grupului. Toate acestea au dus la localizarea și identificarea membrilor grupului lui Che de către forțele boliviene. Guevara credea că are de-a face doar cu armata boliviană, prost echipată și antrenată. Totuși, când guvernul american l-a localizat C.I.A și Forțele Speciale (incluzând un batalion al United States Army Rangers ce-și avea baza nu departe de zona în care acționa gherila) sunt trimise pentru a antrena și susține armata boliviană.
Numeroase lupte au loc în timpul verii iar la 1 august C.I.A. trimite doi agenți pentru a accelera capturarea lui Che Guevara; era vorba de doi agenți americano cubanezi, Gustavo Villoldo și Félix Rodríguez (acesta se infiltrase și în Cuba pentru a pregăti atacul eșuat din Golful Porcilor). Pe 31 august coloana lui Vilo Acuña, care o includea și pe Tania, este prinsă într-o ambuscadă pe când traversa un râu, fiind uciși cu toții cu excepția lui Restituto Cabrera, care reușește momentan să scape (va fi capturat și executat pe 4 septembrie). Ultimul contact cu partea urbană a E.L.N. este oprit la 15 septembrie, atunci când, în mod inexplicabil, ultimul membru al serviciilor secrete cubaneze a fost rechemat în țară de către șeful său, Manuel Pineiro, pro-sovietic și opozant al lui Che Guevara. Contrar la ceea ce s-a întâmplat în Congo nu a fost făcută nicio tentativă de ajutor din partea Cubei pentru a-i ajuta pe Che și oamenii săi.
Izolată, epuizată fizic, lipsită de apă potabilă, coloana lui Che este la capătul puterilor iar uneori trebuie să-și transporte șeful care avea crize teribile de astm. În ciuda tuturor dificultăților, Guevara are mereu aceeași voință și își împinge oamenii înainte, ca în cazul trecerii unei prăpăstii pe care toți o considerau imposibil de trecut, pe când Guevara o face, în ciuda condiții sale fizice precare:
„Imbecilule, nimic nu este imposibil în această viață, totul este posibil, imposibilitățile și le creează omul singur și tot el trebuie să le depășească!” (Ernesto Che Guevara)
Grupul își vede tăiată retragerea spre Rio Grande, ceea ce îl obligă să urce din nou spre munți, spre un mic sat, La Higuera , unde avangarda este și ea prinsă într-o ambuscadă și pierde 3 oameni, pe 26 septembrie; ceilalți 17 supraviețuitori reușesc să scape și încep să coboare spre Rio Grande.

## Capturarea și execuția

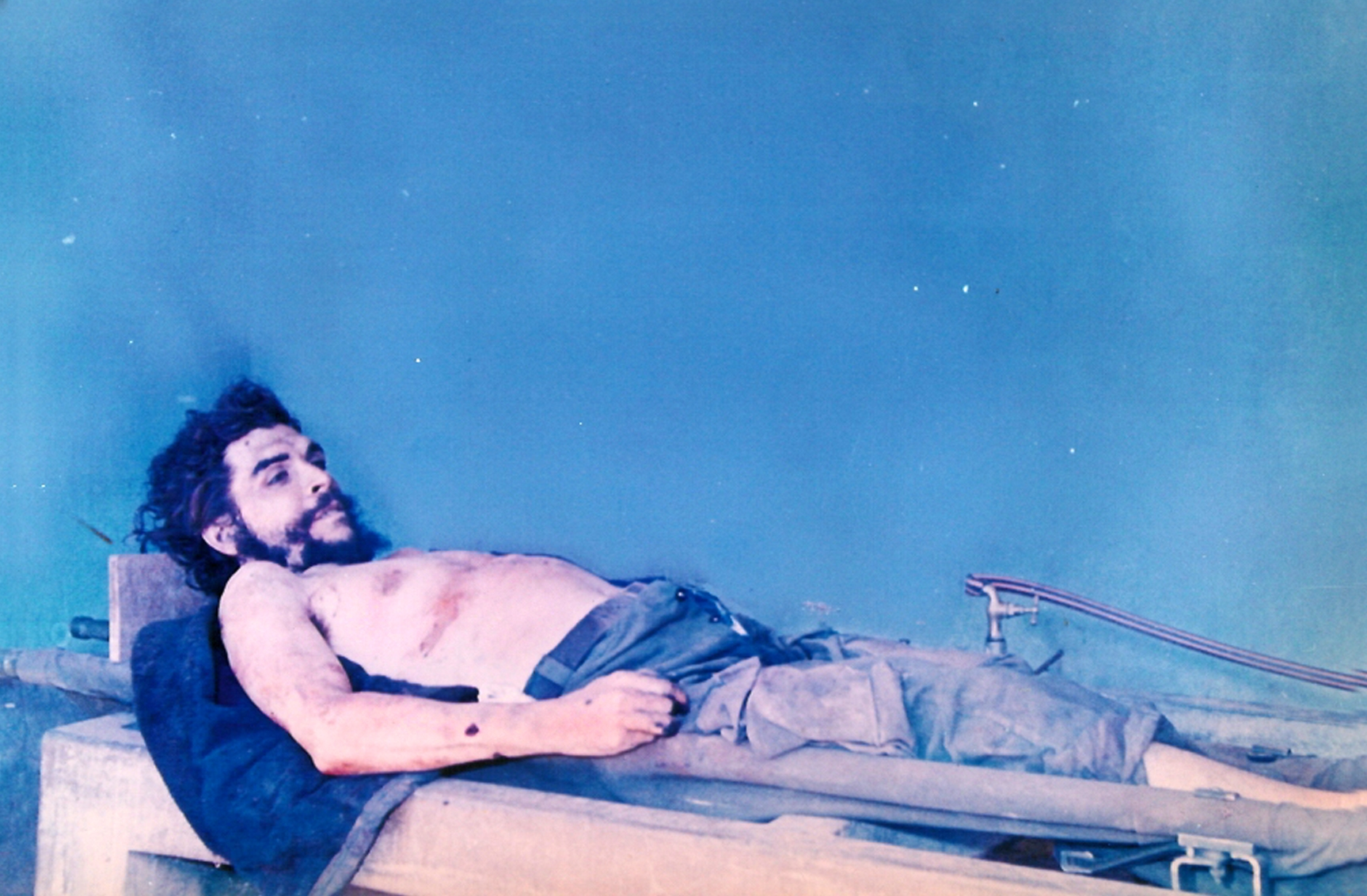
Che Guevara după execuție.

Forțele speciale boliviene află de la un informator locul unde se află cantonați luptătorii și mai mult de 1800 soldați sosesc în La Higuera. La 8 octombrie sunt încercuiți în zona râpei Quebrada del Yuro și Guevara ordonă ca grupul să se despartă în două, unul cu bolnavi fiind trimis mai în spate, iar Che, cu ceilalți rămași, rămâne să țină piept trupelor boliviene.
După trei ore de lupte Che este capturat împreună cu Simón Cuba Sarabia. Che s-a predat după ce a fost rănit la picior iar pușca deteriorată de un glonț. Conform soldaților bolivieni el ar fi strigat: "Nu mai trageți! Sunt Che Guevara și valorez mai mult viu decât mort." Această declarație este în totală contradicție cu comportamentul (pe care îl voia exemplar) lui Che din timpul gherilei din Cuba dar ar putea fi explicat prin faptul că era într-o situație fără ieșire. O altă versiune a capturării spune că ar fi murmurat, pur și simplu: "eu sunt Che Guevara". Grupul de guerrilleros este înfrânt și dispersat: trei oameni au murit, unul este grav rănit iar ceilalți sunt capturați sau uciși, de către armată, în zilele următoare. Doar cinci dintre luptători reușesc să ajungă la frontiera cu Chile , de unde sunt preluați și evacuați de senatorul Salvador Allende (viitorul președinte al statului Chile, mort în timpul unei lovituri de stat din 1973). Conform lui Harry Villegas ("Pombo"), unul dintre supraviețuitori, dacă Guevara ar fi ales să meargă cu grupul lor ar fi supraviețuit și el. Cei doi prizonieri sunt duși într-o școală abandonată. La 9 octombrie guvernul bolivian anunță moartea lui Che Guevara în luptă. În același timp sosește în La Higuera colonelul Joaquín Zenteno Anaya și agentul C.I.A. Félix Rodríguez. La ora 13 președintele Barrientos dă ordinul de execuție a luptătorilor. Chiar dacă nu și-au justificat niciodată decizia, colaboratorii lui Barrientos cred că îi era teamă de un proces public ce ar fi atras atenția internațională asupra Boliviei, cum s-a întâmplat în cazul lui Régis Debray; el nu voia, de asemenea, ca Che să fie condamnat la o pedeapsă cu închisoarea, apoi eliberat, ca în cazul lui Fidel Castro.
Există numeroase versiuni asupra gradului de implicare și de influențare a S.U.A. și C.I.A. în acestă decizie. Președintele Barrientos a avut o întrevedere cu ambasadorul Statelor Unite chiar înaintea execuției lui Che. Pe de o parte, documente ale agenției, declasificate în timpul lui Bill Clinton, arată că C.I.A. nu ar fi dorit ca aventura lui Che în Bolivia să se termine prin moartea sa iar, pe de altă parte, alte surse indică faptul că C.I.A. ar fi făcut presiuni ca Che să fie executat. Cert este că C.I.A. a fost prezentă în momentul morții lui Che Guevara.
Există mai multe versiuni și în ceea ce privște persoana care a dat propriu-zis ordinul de execuție: unele surse îl indică pe agentul Rodriguez, care ar fi primit ordin de la colonelul Zenteno; alte surse îl indică pe căpitanul Gary Prado Salmon, șeful rangerilor bolivieni. Se pare că Rodriguez i-a dat ordinul de execuție sergentului bolivian Mario Terán, cu precizarea de a nu-l desfigura iar rănile provocate să pară a fi făcute în timpul unei lupte. După alte surse Mario Terran ar fi fost ales prin tragere la sorți, în cadrul trupelor boliviene, fiindcă ar fi existat o ceartă în privința celui care ar fi avut "privilegiul" de a-l ucide pe Che. După versiunea lui Rodriguez, el l-ar fi anunțat pe Che despre iminenta execuție, acesta i-ar fi încredințat un mesaj pentru soția sa, cei doi s-ar fi îmbrățișat, iar Rodriguez ar fi părăsit școala. Această versiune este contestată de șeful foțelor speciale boliviene, căpitanul Gary Prado, care spune că Rodriguez l-ar fi amenințat pe Che iar acesta l-ar fi scuipat, spunându-i că e un trădător.
Mai multe persoane l-au putut vizita pe Che, printre care învățătoarea din sat, care i-a adus mâncare și care își amintește următorul dialog:
„— De ce cu inteligența și fizicul dumneavoastră, familia și responabilitățile pe care le aveați, v-ați pus într-o asemenea situație?
— Pentru idealurile mele.”

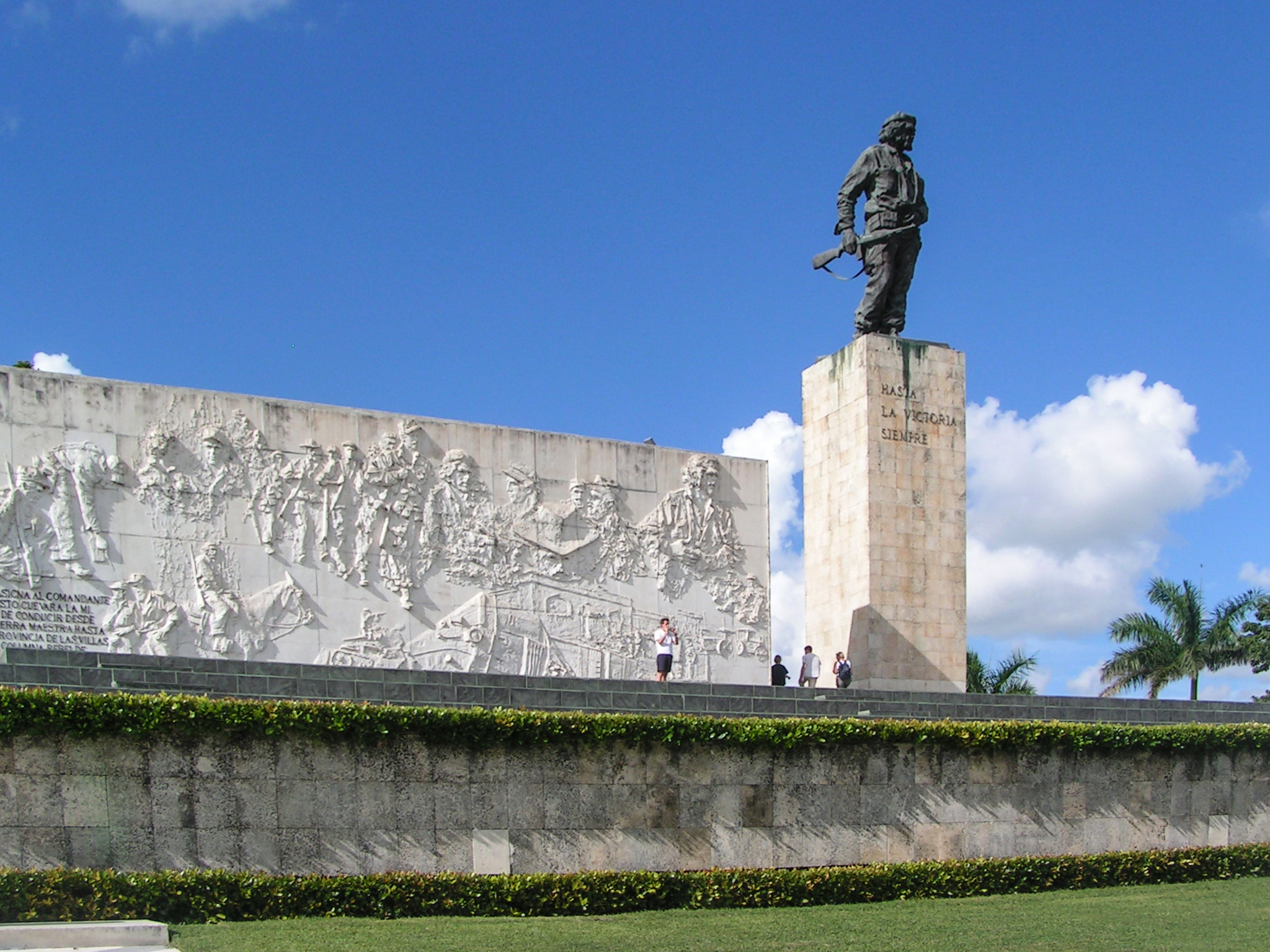
Monumentul de la Santa Clara, Cuba

Cu puțin timp înaintea lui Che sunt executați Simeón Cuba și Juan Pablo Chang. În 1977, revista Paris Match a publicat un interviu cu Mario Terán despre ultimele clipe ale lui Che Guevara.
"Când am intrat, Che era așezat pe o bancă. Când m-a văzut, m-a întrebat: "Ați venit să mă ucideți?". M-am simțit intimidat și am lăsat capul în jos, fără să răspund. Atunci m-a întrebat: "Ce-au spus ceilalți?" I-am răspuns că nu au zis nimic iar el mi-a replicat: "Erau viteji." Nu îndrăzneam să trag. În acel moment vedeam un Che mare, foarte mare, enorm. Ochii îi scânteiau intens. M-am gândit că îmi va lua pușca cu o mișcare rapidă. El, însă, mi-a spus: "Fii liniștit și țintește bine! Vei ucide un om!". Atunci m-am retras către ușă , am închis ochii și am tras o primă rafală. Che, cu picioarele zdrobite, a căzut la pământ, zvârcolind-se și pierzând mult sânge. Mi-am venit în fire și am tras o a doua rafală care l-a lovit în braț, în umăr și în inimă. Era, în sfârșit, mort."
Corpul său și cele ale celorlalți luptători au fost luate de armata boliviană și duse, cu ajutorul ofițerilor americani și agenților C.I.A., cu elicopterul în orășelul Vallegrande, unde au fost expuse pentru mass-media, în spitalul local. Sute de persoane, soldați, civili și curioși au venit să vadă corpurile. Călugărițele din spital și din oraș au remarcat asemănarea frapantă cu Isus și i-au tăiat șuvițe din păr pentru a le păstra ca talismane.
După amputarea mâinilor de către un medic militar, pentru a autentifica corpul și a păstra o probă a morții sale, oficialii bolivieni l-au îngropat într-un loc secret. După execuție, militarii bolivieni și Félix Rodríguez și-au împărțit lucrurile lui Che, incluzând cele două ceasuri (printre care un Rolex încredințat lui Che de un camarad muribund) și jurnalul Lui Che Guevara în Bolivia. Astăzi o parte din lucrurile sale (printre care lanterna sa) sunt expuse la sediul C.I.A.
La 15 octombrie, Castro recunoaște moartea lui Guevara și proclamă trei zile de doliu național. Moartea sa a fost percepută, în acel moment, ca o grea lovitură pentru mișcările revoluționare sud-americane și pentru lumea a treia.
În 1997, rămășițele lui Che și ale altor câțiva camarazi sunt exhumate și identificate cu ajutorul probelor ADN, de către o echipă de medici legiști cubanezi, apoi transferate în Cuba. El a fost înmormântat cu funeralii de erou național, împreună cu șase dintre camarazii săi de arme din Bolivia, în mausoleul din Santa Clara (orașul pe care îl cucerise în timpul revoluției din Cuba).

## Viața de familie
În Guatemala o cunoaște pe Hilda Gadea, prima soție. În Cuba, Pe 2 iunie 1959 o ia de nevastă pe Aleida March, după ce, la 22 mai 1959 divorțase de Hilda, cu care avea o fetiță, Heldita.
Cu cea de-a doua soție are 4 copii: Aleida(Alichiuta), Camilo, Ernesto si Celia.

## Filme cu și despre Che Guevara
- El Che Guevara (1968); regia Paolo Heusch
- Che! (1969); regia Richard Fleischer; Omar Sharif în rolul lui Che
- Evita (1996); regia Alan Parker; Antonio Banderas în rolul lui Che
- Hasta la victoria siempre (1997); regia Juan Carlos; Alfredo Vasco în rolul lui Che
- El Dia Que Me Quieras (1999), documentar cinematografic despre moartea lui Che; regia Leandro Katz
- Fidel (2002); regia David Atwood; Gael García Bernal în rolul lui Che
- Diarios de motocicleta (2004); regia Walter Salles
- Che: Filmul (2007); regia Steven Soderberg; Benicio del Toro în rolul lui Che

## Cărți în limba română
- Ernesto Che Guevara - Cuvinte către revoluționari, editura Eikon, București 2004. Texte selectate și ediție îngrijită de Fabian Anton.
- Paco Ignacio Il Taibo - Che Guevara, un revoluționar controversat, editura IRECSON, București 2007
- Che Guevara - Destinul unui revoluționar, editura Incitatus, București 2004
- Che Guevara - Jurnal pe motocicletă, editura Polirom, Iași, 2007
- Jean Corner - Che Guevara. El comandante, editura Univers, București 2007
- Carlos Calica Ferrer – Devenirea lui Che. Cea de-a doua și ultima călătorie a lui Guevara prin America Latină, editura Minerva, București 2008
- Reginaldo Ustariz – Che Guevara. Viața unui mit, editura Litera Internațional, București 2008
- Aleida March – Mărturisiri. Viața mea alături de Che, editura Art, București 2008.
- Ernesto Che Guevara – Jurnalul revoluției cubaneze, editura Polirom, București 2010.
- Ernesto Che Guevara – Jurnalul bolivian, editura Polirom, București 2010.
- Luptătorul din umbră: un agent CIA și bătăliile sale secrete, Felix I. Rodriguez, John Weisman, Editura Polirom, 2011